# رادهانپور
رادهانپور (به انگلیسی: Radhanpur) یک منطقهٔ مسکونی در هند است که در Radhanpur Taluka واقع شده‌است. رادهانپور ۳۲٬۰۷۶ نفر جمعیت دارد و ۲۷ متر بالاتر از سطح دریا واقع شده‌است.